# Santa Maria del Castell de Fornells
Santa Maria del Castell de Fornells és una església de Fornells de la Selva (Gironès) inclosa a l'Inventari del Patrimoni Arquitectònic de Catalunya.

## Descripció
L'edifici consta d'una sola nau, amb la volta esfondrada, capçada a llevant per un absis semicircular, també en estat ruïnós, on es veu l'arrancada de l'arc que obria a la nau i una finestra de doble esqueixada. A ponent, on hi ha la porta i un campanar d'espadanya, fou reformada en el segle xviii. L'aparell és de còdols units amb morter. En alguns punts és encara cobert d'arrebossat.

## Història
No hi ha notícies concretes sobre l'església. Se sap que era la capella del "Kastrum de Fornels cum omni ipso alodio quod in circuitu predicti kastri habebat", i que fou llegat per Bernat Ermengol al comte Ramon Berenguer I, segons consta al "Liber Feudorum maior", en un document del maig de 1048.